# Sydney Brenner

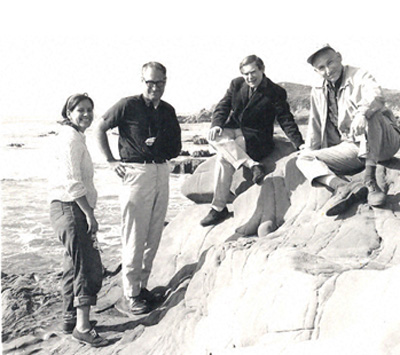
Esther Lederberg, Gunther Stent, Sydney Brenner och Joshua Lederberg, 1965.

Sydney Brenner, född 13 januari 1927 i Germiston, Gauteng, Sydafrika, död 5 april 2019 i Singapore, var en brittisk-sydafrikansk biolog och nobelpristagare i fysiologi eller medicin (2002). 
Brenner tilldelades Nobelpriset för sina "upptäckter rörande genetisk reglering av organutveckling och programmerad celldöd" och delade priset med amerikanen H Robert Horvitz och sin landsman John E Sulston.
Brenner fick grundläggande utbildning vid University of the Witwatersrand i Sydafrika. Han tog sedan doktorsexamen vid Oxford University i England. 1979–1991 var han forskningschef vid olika institutioner i Cambridge i England. 1996 flyttade han till USA och blev år 2000 Distinguished Research Professor vid Salkinstitutet i La Jolla, Kalifornien, USA.
I människokroppen finns hundratals olika celltyper och alla härstammar från den befruktade äggcellen. Under fosterutvecklingen sker en mycket omfattande ökning av antalet celler, som specialiseras för att bilda kroppens olika vävnader och organ. Även i den vuxna individen nybildas dagligen stora mängder celler. Parallellt med denna celltillväxt förekommer, både hos foster och vuxna, celldöd som en normal process för att rätt antal celler i vävnaderna ska upprätthållas. Denna finstämda, kontrollerade eliminering av celler kallas programmerad celldöd.
Brenner införde rundmasken Caenorhabditis elegans som modellorganism där man i detalj kunde studera celldelningar och cellspecialiseringar från befruktad äggcell till vuxen individ.
Han tilldelades 1971 Albert Lasker Basic Medical Research Award.

## Utmärkelser
- William Bate Hardy-priset,  1969
- Mendel Medal,  1970[5]
- Gregor Mendel-medaljen,  1970[6]
- Albert Lasker Basic Medical Research Award,  1971[7]
- Royal Medal,  1974
- Grand Prix Charles-Leopold Mayer,  1975
- Novartis Medal and Prize,  1980
- Sir Hans Krebs-medaljen,  1980
- Feldberg Foundation,  1983
- Rosenstielpriset,  1985[8]
- Croonian Medal and Lecture,  1986
- Louis Jeantet-priset i medicin,  1987[9]
- Harvey-priset,  1987[10]
- Genetics Society of America Medal,  1987
- Kyotopriset för avancerad teknologi,  1990[11]
- Gairdner Foundation International Award,  1991
- Copleymedaljen,  1991[12]
- Kung Faisals internationella pris i vetenskap,  1992
- Bristol-Myers Squibb Award för framstående prestation inom neurovetenskaplig forskning,  1992[13]
- Max Delbrück-medaljen,  1994
- Albert Lasker Special Achievement Award,  2000[14]
- Nobelpriset i fysiologi eller medicin, med  H. Robert Horvitz och John E. Sulston,  2002[15][16]
- Dan David-priset,  2002
- March of Dimes Prize in Developmental Biology,  2002
- Haldaneföreläsning vid John Innes Centre,  2003[17]
- Hedersdoktor vid Portos universitet,  30 april 2003[18][19]
- Mapungubwe-orden i guld,  2004
- Balymedaljen,  2007
- Hedersdoktor vid Universitat Pompeu Fabra,  2014[20][21]
- Stora ordensbandet av Uppgående solens orden,  2017
- Kung Faisals internationella pris i medicin
- Storkorset av Henrik Sjöfararens orden[22]
- Fellow of the Royal Society
- Fellow of the Academy of Medical Sciences
- Hedersledamot av British Biophysical Society

[Redigera Wikidata]